# Эберкромби, Ральф
Ральф Эберкромби (Аберкромби; англ. Ralph Abercromby; 7 октября 1734 — 28 марта 1801) — британский военачальник, генерал-лейтенант шотландского происхождения.

## Биография
В 1756 году поступил корнетом в 3-й полк драгунской гвардии. В 1758—1762 годах в составе войск Фердинанда Брауншвейгского участвовал в Семилетней войне. В 1760 году произведён в лейтенанты, в 1762 году — в капитаны.
С 1762 года служил в Ирландии, участвовал в карательных операциях и, заслужив репутацию распорядительного командира, сделал быструю карьеру. Считался одним из лучших и наиболее перспективных офицеров британской армии. В 1773 году произведён в подполковники. В 1780 году получил временный чин полковника. В 1781 году — Королевского Ирландского пехотного полка. В 1783 году, после расформирования полка, вышел в отставку. Сочувствовал американским колонистам, поэтому не принимал участия в Войне за независимость.
После отставки был избран в Палату общин от Клакманнаншира, откуда на протяжении многих поколений постоянно избирались члены семьи Эберкромби. Вскоре передал место в Палате своему брату Барнету и вернулся на военную службу. В 1787 году произведён в чин генерал-майора.
Командовал дивизией во время Нидерландской кампании 1793—1794 годов. 23 мая 1793 года в сражении при Фамаре овладел французским лагерем. После сражения при Флерюсе прикрывал отступление союзников. Прославился как сторонник жесточайшей дисциплины «любыми методами». В 1795 году награждён орденом Бани.
В ноябре 1795 года назначен главнокомандующим войсками в Вест-Индии (15 тысяч человек). В 1796 году завоевал Сент-Люсию, Сент-Винсент, Гренаду, Демерару, Эссекибо, в следующем году — Тринидад. Однако его попытка организовать экспедицию в Пуэрто-Рико потерпела неудачу. Произведён в генерал-лейтенанты.
В декабре 1797 года отозван в Англию и назначен наместником острова Уайт и командующим войсками в Ирландии. Проявил большую жестокость по отношению к повстанцам.
В августе 1799 года командовал 10-тысячным авангардом армии герцога Йоркского в Нидерландском походе. 27 августа того же года разбил при Гельдере войска голландского генерала Данделса. 10 сентября нанёс поражения объединённой франко-голландской армии Брюна и Данделса при Зейпедейке. 19 сентября в сражении при Бергене командовал правой колонной, причем только его войска добились успеха — остальные английские и русские колонны потерпели поражение. Его успех не смог предотвратить капитуляцию союзников (18 октября), вследствие чего англо-русская армия была принуждена уйти из Голландии.
По возвращении занял пост главнокомандующего в Шотландии, но вскоре был направлен на Средиземное море, в июне 1800 года прибыл на Менорку. В декабре под его командование передан корпус (14 тысяч пехоты, тысяча кавалерии и 600 артиллеристов), направленный правительством в Египет для противодействия французской Восточной армии. 8 марта 1801 года провёл блестящую высадку корпуса в Абукире. 21 марта в сражении при Александрии разгромил части генерала Мену, но сам был смертельно ранен. Его части в этом сражении потеряли 1464 человек убитыми и ранеными.
Скончался 28 марта на борту флагманского линейного корабля «Foudroyant» адмирала Эльфинстона. Похоронен на Мальте.

### Семья
- Младший брат — Роберт Эберкромби.
- Среди сыновей — Джеймс Эберкромби, 1-й барон Донфермлин и Александр Эберкромби.

## Память
- Биография Ральфа Эберкрамби издана его младшим сыном, лордом Донфермлином: «Lieutenant-General Sir Ralph A., a memoir» (Эдинб., 1861).
- В церкви Святого Павла в Лондоне ему был поставлен памятник.